# 바쿠가이
바쿠가이(일본어: 爆買い)는 한 번에 대량으로 사는 것을 나타내는 일본의 속어이다. 주로 중국인 관광객이 대량으로 제품을 구매하는 데 사용되며, 2014년부터 정착된 용어이다. 2015년 2월 춘절 휴가에 중국인 관광객이 일본을 방문하여 고액 상품부터 일용품까지 다양한 상품을 대량으로 사는 모습을 바쿠가이라고 표현하여 많은 일본 언론이 다루었다. 중국 언론에 따르면 춘절 기간 중 일본을 방문한 중국인 관광객은 45만명에 달해 소비 금액은 66억 위안 (1140 억엔)을 기록하였다 이 용어는 2015년 신어·유행어 대상의 연간 대상에 선정되었다.

## 역사
신문 기사 등에서는 2015년 춘절부터 바쿠가이라는 말이 현격하게 사용되게 되었지만, 텔레비전에서는 이전보다 사용되고 있었다. 원래 중국인이 대량으로 상품을 구매하는 행동은 2008년 무렵부터 눈에 띄고 있으며, 2009년에는 《FNN 슈퍼 뉴스》 (후지 TV) 9월 9일 방송된 〈슈퍼 특보 / 선풍 확대 일본 바쿠가이  현장 중국인 단체 투어를 쫓아라〉에서 바쿠가이라는 말이 등장하였다. 또한, 개인 블로그에는 바쿠가이라는 말이 그 이전부터 있었던 것으로 확인되고 있다. 그 후, 2010년에 《NNN 뉴스 리얼타임》 (닛폰 TV) 1월 12일 방송에서 〈밀착! 중국인 관광객 현금 난비(亂飛) 바쿠가이 투어〉가, 《슈퍼 J 채널》 (TV 아사히) 7월 5일 방송에서 〈중국인들이 대거 일본! 미술품 바쿠가이 투어 현금 난비〉가 방영되었으며, 이후에도 정기적인 보도를 하였다.